# Bledius fennicus
Bledius fennicus är en skalbaggsart som beskrevs av Kangas 1937. Bledius fennicus ingår i släktet Bledius, och familjen kortvingar. Arten har ej påträffats i Sverige.